# Return to Forever

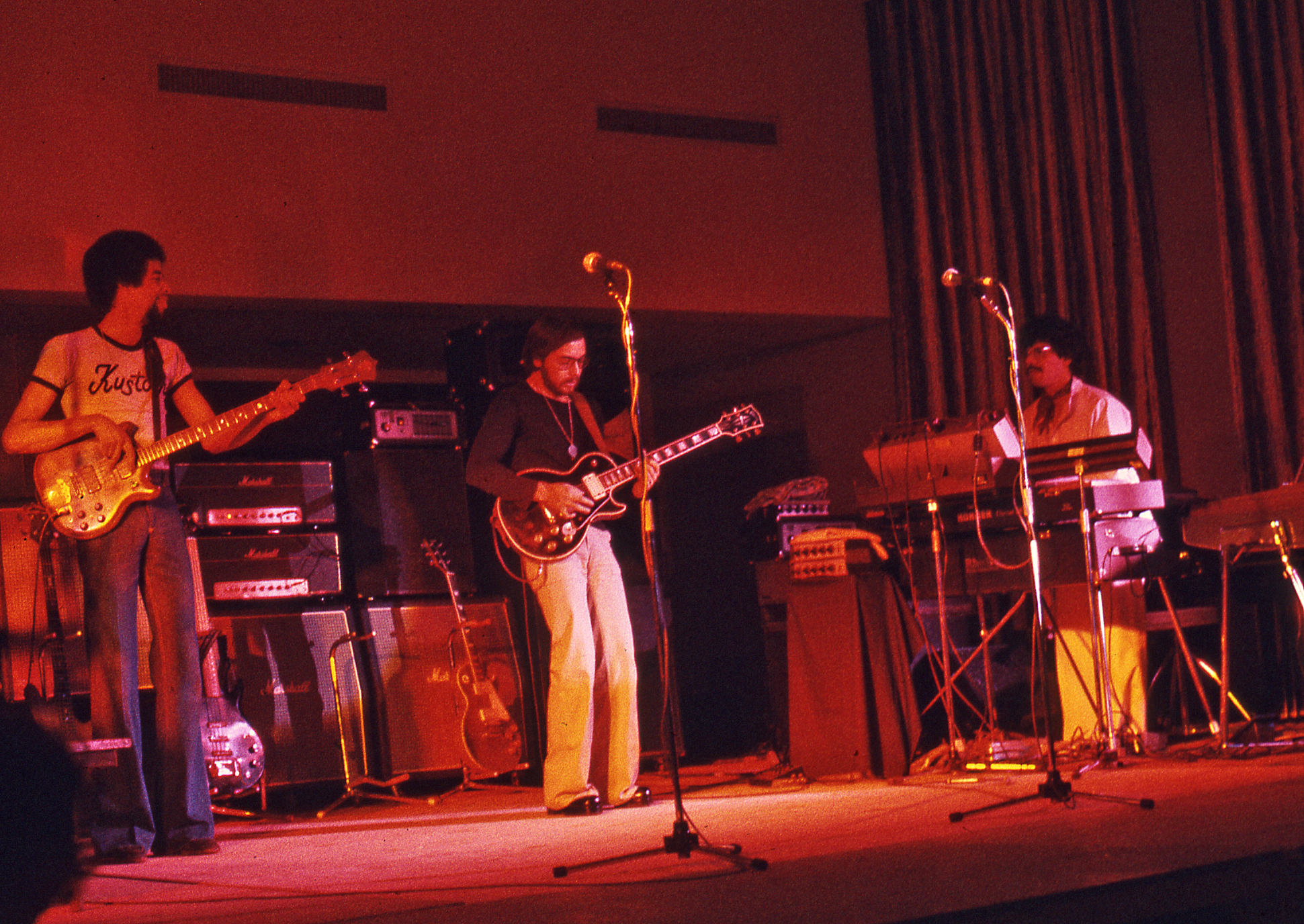
Return To Forever in 1974

Return to Forever is een Amerikaanse jazz- en jazzrockgroep opgericht in 1972 door toetsenist Chick Corea.
Belangrijkste leden van de groep zijn bandleider, keyboard speler, pianist Chick Corea, en bassist Stanley Clarke. Naast deze kernleden heeft de band verschillende leden gehad zoals gitarist Al Di Meola, en drummer Lenny White. In de vroege Latin-periode maakte de zangeres Flora Purim deel uit van de band.
De groep ondergaat groepswisselingen, de stijl ontwikkelt zich van latin naar jazzrock en is een aantal keren opgeheven en weer opgericht. De eerste periode is van 1972 tot 1977 en werden er een aantal albums uitgebracht.
In 1983 werd de groep kort opnieuw opgericht voor één optreden. In 2008 vond een reünie plaats en bestond zij uit de oorspronkelijke bezetting: Chick Corea, Stanley Clarke, Lenny White en Al Di Meola. De band begon aan een tour door de VS. In 2011 kwam de groep bij elkaar voor een wereldtournee en bestond zij uit Chick Corea, Stanley Clarke, Lenny White, Frank Gambale en Jean-Luc Ponty. Uit deze twee laatste periodes is geen nieuw materiaal van de band verschenen.

## Discografie

### Studioalbums
- Return to Forever (1972, ECM)
- Light as a Feather (1972, Polydor)
- Hymn of the Seventh Galaxy (1973, Polydor)
- Where Have I Known You Before (1974, Polydor)
- No Mystery (1975, Polydor)
- Romantic Warrior (1976, Columbia)
- Musicmagic (1977, Columbia)

### Livealbums
- Live (1 vinyl) 1977
- Returns (2009, Eagle (Fontana))

### Verzamelalbums
- The Best of Return to Forever (1980) Sony (Columbia)
- Return to the Seventh Galaxy: The Anthology (1996, Verve (Polydor))
- This Is Jazz, Vol. 12 (1996, Sony (Columbia))
- Return to Forever: The Anthology (2008, Concord (Polydor))